# Psaumes de Salomon
Les Psaumes de Salomon sont une collection de dix-huit psaumes non canoniques cataloguée parmi les pseudépigraphes. Ce livre poétique tire son origine d’une communauté juive du Ier siècle avant notre ère qui voit Jérusalem, sa capitale, envahie par les romains. Ce livre figure dans la Septante, mais pas dans les écrits massorétiques. Les Psaumes de Salomon ne doivent pas être confondus avec les Odes de Salomon.

## Justification du titre
Le titre au début et à la fin des manuscrits attribue l'œuvre à Salomon, modèle de la Sagesse. 
Chaque psaume sauf le premier est précédé d'une suscription qui répète cette attribution.

## Le texte et sa transmission
Le texte des Psaumes de Salomon est préservé en tout ou partie dans 12 manuscrits grecs et dans 4 manuscrits syriaques. C’est au début du XVIIe siècle que le premier manuscrit grec est découvert par D. Höschel et publié, une vingtaine d’années plus tard, par J. L. de La Cerda.
La majorité des chercheurs estime que les manuscrits syriaques ont été traduits à partir du texte grec. D’autres, plus rares, pensent que la traduction de quelques manuscrits syriaques se fonde sur un texte hébraïque plus ancien.
Même si le premier témoin textuel en notre possession date du Ve siècle ap. J.-C., les Psaumes de Salomon sont connus avant cette date. La citation du Psaume de Salomon 11 en 1 Baruch 4.36-5.9 oriente les spécialistes pour dire que ce texte existait et aurait été traduit en grec au Ier siècle avant notre ère. On retrouve aussi le titre « les dix-huit psaumes de Salomon » dans une sorte de table des matières du Codex Alexandrinus, à la suite des épîtres néotestamentaires.

## Langue originale
Le texte grec est très certainement une traduction d’un texte rédigé premièrement en hébreu. Nous n’avons, à ce jour, pas retrouvé de texte hébraïque du document mais plusieurs tentatives de rétroversion ont été faites.
Les indices qui permettent d’aboutir à une telle conclusion sont de deux ordres. Premièrement, on relève un certain nombre de « sémitismes », des traductions grecques très littérales qui laissent transparaître un modèle hébraïque. De plus, à certains moments, le traducteur aurait mal vocalisé le texte hébreu consonantique, ce qui explique certaines formules étonnantes dans le texte grec. Le deuxième aspect qui permette de confirmer l’hypothèse d’une traduction depuis un texte hébraïque est celui de l’étude de la syntaxe. R. R. Hann a beaucoup travaillé sur ce dernier sujet.

## Datation
Les Psaumes de Salomon décrivent un ou plusieurs sièges de Jérusalem par une armée étrangère. Les descriptions vives qui sont faites démontrent que ce sont de véritables témoins oculaires qui relatent la scène. Le texte traite de l’invasion de Jérusalem par un personnage politique important que l’on a assimilé à Antiochus Épiphane, Pompée, Hérode le Grand ou encore Titus. Dans les Psaumes de Salomon, Jérusalem est profanée mais pas détruite, ce qui donne un terminus ad quem à l’année 70 de notre ère.
La thèse de F. K. Movers interprète le corpus des Psaumes de Salomon comme relatant la prise de Jérusalem par Pompée. Cette thèse est encore largement acceptée aujourd’hui et ce pour plusieurs raisons. Dans les Psaumes de Salomon, la ville de Jérusalem est envahie par un non-juif qui vient de l’ouest. Celui-ci a reçu un accueil favorable d’une partie du gouvernement et du peuple, mais il a rencontré une certaine résistance à l’intérieur de la cour du Temple. Ce dernier événement l’a poussé à assiéger la ville.
En vue du portrait qui vient d’être dressé, l’invasion décrite dans les Psaumes de Salomon est à rapprocher de l’invasion de Jérusalem par Pompée en 63 av. J.-C. L’historiographie  relate que ce dernier a été assassiné en Égypte en 48 av. J.-C., ce qui coïncide avec le témoignage des Psaumes de Salomon 2.26-27 :
26 Je n’eus pas à attendre pour que Dieu me montrât son sort ignominieux : percé de coups aux confins de l’Égypte, réduit à rien, inférieur au plus humble, sur terre et sur mer',
27 Son corps fut ballotté sur les flots dans une totale ignominie.

## Provenance géographique
Il y a aujourd’hui peu de doute que Jérusalem soit la ville d’origine des Psaumes de Salomon. Plusieurs preuves internes permettent d’aboutir à un tel constat. L’auteur brosse un portrait de la ville très positif et celle-ci est le siège d’un grand nombre d’événements importants. On assiste à une personnification de la ville : l’auteur s’adresse à Jérusalem et la ville elle-même prend la parole.

## Provenance sociologique
La question de la provenance sociologique de ce texte est la problématique qui a fait couler le plus d’encre. 
Dans le texte, trois groupes sociaux sont décrits : les gentils, les pécheurs et les dévots. Les gentils doivent être assimilés à Pompée et à l’Empire romain. Les pécheurs, quant à eux, sont les juifs qui s’opposent aux dévots, et sont à relier très probablement avec les sadducéens hasmonéens. Leur violence usurpe la monarchie, ils n’observent pas correctement le rituel juif et les ordonnances cérémonielles liées au Temple.
C’est surtout le groupe social qui se cache derrière les dévots qui pose un problème. À juste titre, on les a pendant longtemps appréhendés comme étant les pharisiens, tant et si bien que l’édition du texte de Ryle et James s’intitule : Psalms of the Pharisees. Mais une autre option est envisageable et celle-ci a surgi au lendemain des découvertes des rouleaux de la Mer Morte : celle de voir, derrière les dévots des Psaumes de Salomon, les esséniens dont un certain nombre de manuscrits ont été retrouvés à Qumrân. Des chercheurs comme O. Eissfeldt ou A. Dupont-Sommer ont été convaincus, sous l’influence d’une lecture pan-essénienne, de l’origine essénienne du document.
Pour R. B. Wright, il est inapproprié de tenter de faire des Psaumes de Salomon une œuvre pharisienne ou essénienne car nous ne connaissons que très peu de choses de ces deux mouvements.

## Le texte
Il est difficile de savoir s’il y a un ou plusieurs auteurs derrière les différents Psaumes de Salomon. Le phénomène pseudépigraphique, à savoir l’assimilation du texte au personnage de Salomon, est en tous cas le fruit d’un éditeur postérieur à la rédaction du texte hébreu. De plus, les Psaumes ne sont pas organisés selon la chronologie des événements du Ier siècle avant notre ère ce qui suggère que la compilation de l’ensemble en un corpus coïncide avec la traduction du texte en grec.
Les Psaumes de Salomon 1, 2, 8 et 17 regorgent de détails historiques. On subodore que leur rédaction est celle d’une ou de plusieurs personnes contemporaines des événements relatés. Le reste des Psaumes de Salomon apparaît plus harmonisé et s’apparente davantage aux Psaumes canoniques ou encore aux hymnes de la Mer Morte (Hodayot).
Selon R. B. Wright, la jonction de certains passages pose des difficultés. Les titres n’ont que très peu de rapport avec le contenu du texte et les indications musicales et liturgiques sont mal placées. Ils semblent devoir être rattachés au travail éditorial plutôt qu’à la rédaction du psalmiste.

## Théologie
Salomon, dans les Psaumes de Salomon, apparaît sous les traits du messie : c’est le fils de David qui étend les frontières et magnifie Jérusalem. Il ne commettra pas d’atrocité, contrairement à l’oppresseur romain qui fait rage. Selon R. B. Wright, la figure du messie est davantage présente dans les Psaumes de Salomon que dans n’importe quel autre pseudépigraphe.
La communauté décrite n’est pas pacifiste car elle insulte ses ennemis et prédit une revanche quand ils seront sous l’autorité de son messie. Elle accepte l’épreuve comme étant la manifestation de la discipline divine car une récompense lui sera donnée en retour. Elle consent à vivre le présent, tout en espérant la défaite de l’ennemi.
Cette description pourrait s’apparenter au portrait que l’on connaît des esséniens de Qumrân (par ex. dans la Règle de la communauté ou dans le Document de Damas), mais le langage utilisé pour décrire la prise de Jérusalem est beaucoup moins crypté que dans les documents esséniens de Qumrân. Ici, la communauté désire plutôt se réconcilier avec les difficultés du temps présent dans la perspective d’un messianisme apocalyptique.

## Relations aux autres livres

### Livre canoniques
Les Psaumes de David ont de toute évidence inspiré la forme finale des Psaumes de Salomon. On y reconnaît des genres, des formes et même certains en-têtes similaires. En comparant les deux corpus, on remarque cependant que le Psautier davidique est plus uniforme dans sa structure. Par ailleurs, certaines allusions historiques dans les Psaumes de Salomon amenuisent le caractère universel que l’on trouvait dans le Psautier davidique.
Plusieurs études se sont penchées sur les liens entre les Psaumes de Salomon et le Nouveau Testament. En 2002, B. Embry a proposé une réévaluation de l’intertextualité entre les Psaumes de Salomon et le Nouveau Testament. B. Embry conclut que les Psaumes de Salomon peuvent servir de témoin valable pour de nombreux thèmes développés dans le Nouveau Testament, particulièrement dans la christologie et dans le rôle d’Israël dans la fin des temps, mais qu’il faut cependant se montrer prudent dans la confrontation des deux corpus. Plus précisément : 1) le Psaume de Salomon 17 contient des échos du Psaume 28 ; 2) les Psaumes de Salomon ont des affinités avec Isaïe 11 ; 3) des parallèles ont été faits avec les hymnes d’ouvertures des premiers chapitres de l’Évangile de Luc.

### Livres non-canoniques
La seule dépendance assurée est celle des Psaumes de Salomon avec 1 Baruch 4.36-5.9. Certains spécialistes voient également des parallèles avec 1 Baruch 1 mais ils semblent trop ténus pour parler d’intertextualité.
En regardant de très près, on peut constater plusieurs échos avec la littérature de Qumrân. En effet, le verset d’Isaïe 11.2 est repris par 1QSb 5.25 (La Règle de la Communauté) et PssSal 17.37-40. Toujours en Isaïe 11, le verset 4 se retrouve en 1QSb 5.24, 25a et en PssSal 17.23ss. Il est ici difficile de parler d’intertextualité puisque La Règle de la Communauté et les Psaumes de Salomon citent tous deux un passage du prophète Isaïe en se le réappropriant, ce qui lui donne des couleurs d’espérance messianique d’autant plus profondes. On préfère alors utiliser le terme de « transtextualité ».

## Repères bibliographiques
Le texte est publié en français dans La Bible, Écrits intertestamentaires, chez La Pléiade. La bibliographie sur le sujet est abondante mais il faut noter que l’étude la plus aboutie à ce jour est celle publiée en anglais par K. Atkinson en 2004. Le lecteur curieux trouvera un bon exposé du sujet dans l’introduction faite par R. B. Wright dans The Old Testament Pseudepigrapha, édité par J. H. Charlesworth, introduction duquel cet article s’inspire en grande partie. On trouvera une traduction anglaise du texte sur le net en cliquant sur le lien.